# Epipontonia spongicola
Epipontonia spongicola is een garnalensoort uit de familie van de Palaemonidae. De wetenschappelijke naam van de soort is voor het eerst geldig gepubliceerd in 1977 door Bruce.